# Chất chủ vận nghịch

Đường cong liều-đáp ứng của chất chủ vận toàn phần, chất chủ vận một phần, chất đối kháng trung tính và chất chủ vận nghịch

Trong dược lý, chất chủ vận nghịch là thuốc liên kết với thụ thể như chất chủ vận nhưng gây ra tác dụng dược lý ngược với chất chủ vận.
Chất đối kháng trung tính không có tác dụng dược lý nhưng có thể chẹn tác dụng của chất chủ vận và chất chủ vận nghịch.
Điều kiện tiên quyết cho một đáp ứng chủ vận nghịch là thụ thể phải có mức hoạt động cấu thành (còn được gọi là nội tại hoặc cơ bản) khi không có bất kỳ phối tử nào. Đối với một thụ thể, chất chủ vận làm tăng hoạt động trên mức cơ bản, trong khi chất chủ vận nghịch làm giảm hoạt động dưới mức cơ bản.
Hiệu quả của thuốc chủ vận toàn phần theo định nghĩa là 100%, thuốc đối kháng trung tính có hiệu quả 0% và thuốc chủ vận nghịch có hiệu quả <0% (tức là âm).

## Ví dụ
Các thụ thể có chất chủ vận nghịch đã được xác định bao gồm các thụ thể GABAA, melanocortin, mu opioid, histamine và beta adrenergic. Các chất chủ vận nghịch nội sinh và ngoại sinh đã được xác định đối với các kênh ion phụ thuộc phối tử và đối với các thụ thể bắt cặp với protein G.

### Chất đồng vận nghịch của kênh ion phụ thuộc phối tử
Một ví dụ về thụ thể có hoạt động cấu thành đối với chất chủ vận nghịch đã được xác định là các thụ thể GABAA. Thuốc chủ vận đối với thụ thể GABAA (chẳng hạn như muscimol) tạo ra tác dụng giãn cơ, trong khi chất chủ vận ngược lại có tác dụng kích động (ví dụ: Ro15-4513) hoặc thậm chí gây co giật và lo âu (một số beta-carboline).

### Chất chủ vận nghịch của thụ thể bắt cặp với protein G
Hai chất chủ vận nghịch nội sinh đã biết là peptit liên quan đến Agouti (AgRP) và peptit truyền tín hiệu Agouti (ASIP). AgRP và ASIP xuất hiện tự nhiên ở người và liên kết lần lượt với các thụ thể melanocortin 4 và 1 (MC4R và Mc1R).
Các chất đối kháng opioid naloxone và naltrexone cũng là chất chủ vận nghịch một phần của thụ thể opioid mu.
Gần như tất cả các thuốc kháng histamine tác động lên thụ thể H1 và thụ thể H2 đều được chứng minh là chất chủ vận nghịch.
Thuốc chẹn beta carvedilol và bucindolol đã được chứng minh là chất chủ vận nghịch ở mức độ thấp đối với các thụ thể beta.